# Masao Takemoto
Masao Takemoto (竹本正男?, Takemoto Masao; Hamada, 29 settembre 1919 – 2 febbraio 2007) è stato un ginnasta giapponese.
Ha conquistato sette medaglie olimpiche nella ginnastica artistica in tre partecipazioni ai giochi (1952, 1956 e 1960).

## Palmarès
Olimpiadi
- 7 medaglie:
  - 1 oro (concorso a squadre a Roma 1960)
  - 3 argenti (volteggio a Helsinki 1952, concorso a squadre a Melbourne 1956, sbarra a Roma 1960)
  - 3 bronzi (sbarra a Melbourne 1956, anelli a Melbourne 1956, parallele a Melbourne 1956)

Mondiali
- 7 medaglie:
  - 2 ori (corpo libero a Roma 1954, corpo libero a Mosca 1958)
  - 3 argenti (concorso a squadre a Roma 1954, concorso a squadre a Mosca 1958, volteggio a Mosca 1958)
  - 2 bronzi (parallele a Roma 1954, sbarra a Mosca 1958)